# Lia van Leer
Lia van Leer (hebr. ליה ון ליר, ur. jako Lia Greenberg 8 sierpnia 1924 w Bielcach w Besarabii w obecnej Mołdawii, zm. 13 marca 2015 w Jerozolimie) – pionierka kina izraelskiego, założycielka kinoteki hajfańskiej oraz jerozolimskiej, a także Izraelskiego Archiwum Filmowego i MFF w Jerozolimie. Za swój szczególny wkład w społeczeństwo i Państwo Izrael otrzymała w 2004 roku Nagrodę Izraela.

## Życiorys
Urodziła się w besarabskich Bielcach (rum. Bălți), które wówczas były częścią Rosji, po 1917 stały się częścią Rumunii, a obecnie należą do Mołdawii. Ojciec Simon Greenberg zajmował się eksporterem pszenicy, a matka była wolontariuszką WIZO.
Do Palestyny przybyła w 1940 roku w odwiedziny siostry mieszkającej w Tel Awiwie. Po zakończeniu II wojny światowej nie wróciła już do Rumunii. Ojciec został zamordowany przez Niemców w lipcu 1941 roku, a matka i babcia po deportacji do Naddniestrza zmarły w obozie koncentracyjnym. Studiowała na Uniwersytecie Hebrajskim w Jerozolimie, gdzie poznała holenderskiego przemysłowca Wima van Leer, tak jak ona miłośnika kina. Para pobrała się w 1952 roku i osiadła w Hajfie, jednak często podróżując po świecie. Ponieważ w tym czasie w Palestynie nie było profesjonalnych kin podróżowali po kraju pokazując filmy w małych osadach i kibicach. Korzystając z prywatnej kolekcji filmów 16-mm para założyła w 1955 roku w Hajfie klub filmowy, który dał początek kinotece hajfańskiej. Rok później powstały kluby dobrego filmu w Tel-Awiwie i Jerozolimie. Prywatna kolekcja filmów Van Leera stała się zaczątkiem powstałego w 1960 roku Izraelskiego Archiwum Filmowego. Jest to jeden z największych zbiorów filmów na Bliskim Wschodzie. Od 1999 roku na podstawie uchwały Knesetu każdy film, który otrzyma dotację z od państwa musi przekazać kopię do Izraelskiego Archiwum Filmowego.
Po wojnie sześciodniowej 1967 roku zakończonej zajęciem całości Jerozolimy przez państwo Izrael, przeniosła się do Jerozolimy. W 1973 roku George Ostrovsky, van Leers i Teddy Kolleka rozpoczęli budowę Jerozolimskiego Centrum Filmowego (Jerusalem Cinematheque) pod murami Starego Miasta. Centrum zostało otwarte w 1981 roku. Znalazły się w nim cztery sale kinowe, sale konferencyjne, biblioteka i obszerne archiwum filmowe. Panoramę Jerozolimy można podziwiać z kawiarni, ogrodu i dwóch tarasów. Pierwszym dyrektorem Centrum została Lia van Leer. W 1984 roku zorganizowała tam pierwszy Festiwal Filmowy w Jerozolimie wzorowany na festiwalach w Cannes i Wenecji. Lia van Leer była szefową zarówno kinoteki, festiwalu, jak i archiwum filmowego aż do rezygnacji z tych funkcji w 2007 roku.
Lia van Leer zasiadała w jury konkursu głównego na 36. MFF w Cannes (1983). Przewodniczyła obradom jury na 45. MFF w Berlinie (1995).
Zmarła w Jerozolimie i została pochowana na cmentarzu w Sanhedrii, w dzielnicy Jerozolimy. Była ostatnim żyjącym członkiem rodziny van Leer. Od 1949 roku funduszami rodziny zarządza Van Leer Group Foundation, która finansuje Instytut Van Leera w Jerozolimie i Jerozolimskie Centrum Filmowe.

## Nagrody
- 2013: Kawaleria Legii Honorowej[12]
- 2011: Nagroda na Międzynarodowym Festiwalu Filmowym w Berlinie za całokształt twórczości[5]
- 2009: Doktorat honoris causa Uniwersytetu Hebrajskiego w Jerozolimie[13]
- 2004: za swój dorobek życia otrzymała Nagrodę Izraela – najważniejszą nagroda państwa Izrael w dziedzinie nauki, kultury i sztuki – za szczególny wkład w społeczeństwo i Państwo Izrael[4][14].
- Kawaleria Orderu Sztuki i Literatury[15]
- 1988: Nagroda prezydenta Izraela Chaima Herzoga[16]

## Upamiętnienie
- Podczas Festiwalu Filmowego w Jerozolimie jest przyznawana nagroda upamiętniająca Lię van Leer za filmy o dziedzictwie żydowskim[17].